# اوچیانی
اوچیانی (به فرانسوی: Ucciani) یک کمون در فرانسه است که در Canton of Celavo-Mezzana واقع شده‌است.

## خصوصیات
اوچیانی ۲۸٫۳۶ کیلومترمربع مساحت و ۴۵۰ نفر جمعیت دارد و ۴۵۰ متر بالاتر از سطح دریا واقع شده‌است.